# Кумбс, Фредерик
Фредерик Кумбс (англ. Frederick Coombs, иногда Вилли Кумбс, также известный как Джордж Вашингтон II, 1803—1874) — житель Сан-Франциско, который в 1860-х годах объявил себя Джорджем Вашингтоном. Был такой же популярной фигурой, как Джошуа А. Нортон, «Император Соединенных Штатов и Протектор Мексики». Его поступки и поведение широко освещались местными газетами. Переехал в Нью-Йорк после вражды с Нортоном, который, как он думал, завидовал его «репутации среди представительниц слабого пола».

## Ранняя жизнь и карьера

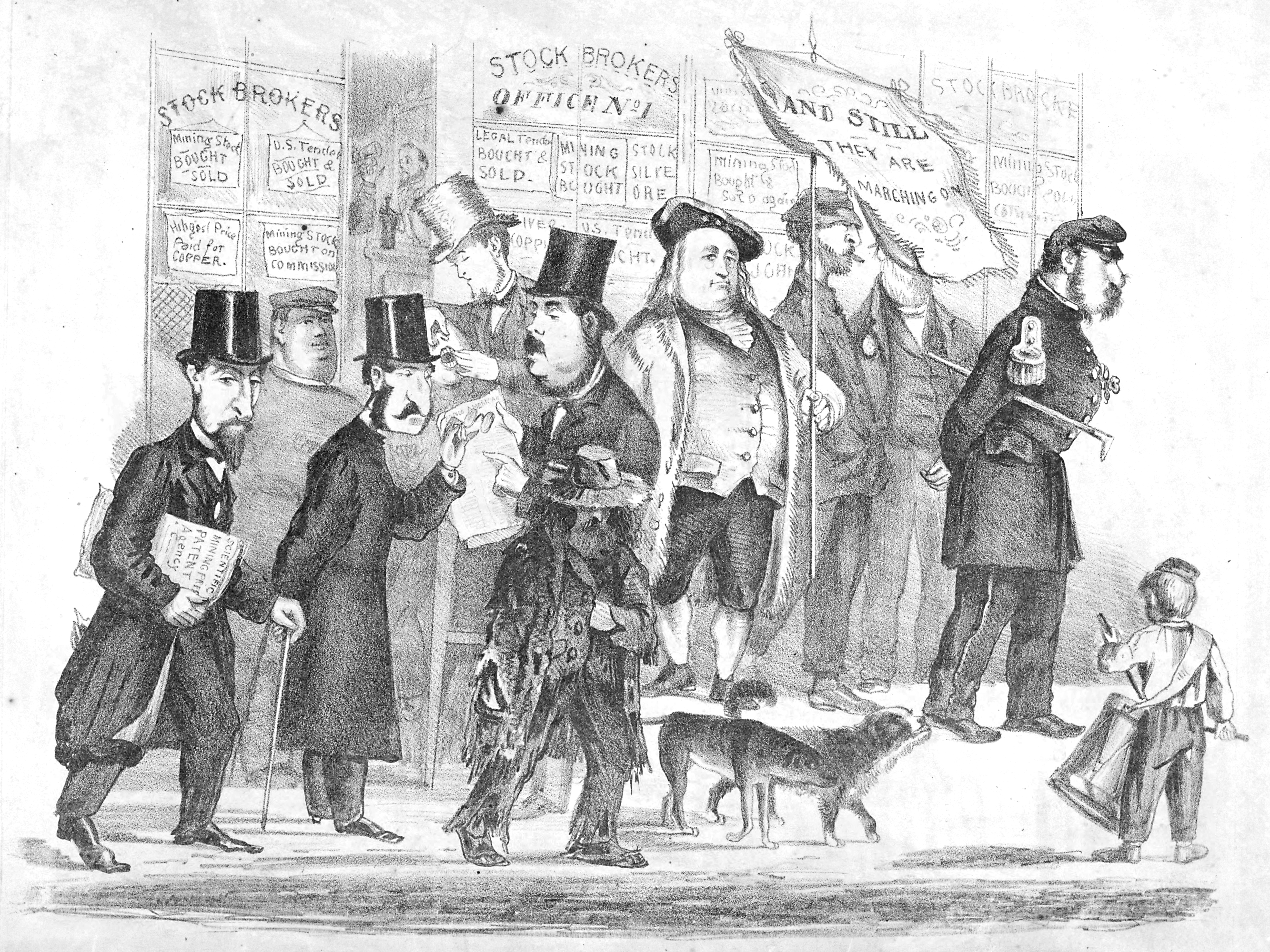
Карикатура Эдварда Джампа. Прогуливаясь по Монтгомери-стрит. Кумбс — полная фигура в центре картины.

Мало что известно о молодости Фредерика Кумбса. Он родился в Лондоне (по другим сведениям в Нью-Йорке) в 1803 году и, по-видимому, был френологом по профессии, хотя он также был опытным фотографом, дагерротипистом, изобретателем и, возможно, брачным брокером. В течение 1830-х годов путешествовал по всему западу, демонстрируя френологию в сопровождении гиганта и карлика, и опубликовал по крайней мере одну книгу на эту тему, Popular Phrenology в 1841 году, в которой восхвалял черты черепа Джорджа Вашингтона. Интересовался железными дорогами и разработал тип электровоза, который так и не был запущен в массовое производство. В 1848 году посетил Англию, где получил несколько заказов на использование своего двигателя. Заявлял, что получил предложение поставить свой двигатель в Россию. Провел пять лет в Англии, прежде чем вернуться в Соединенные Штаты.

## Сан-Франциско
В 1850-х годах работал фотографом на Западном побережье. Появился в Сан-Франциско накануне 1863 года. Не установлено точно, когда он объявил себя Джорджем Вашингтоном. По одной из версий Кумбс открыл френологический салон и развлекал общество чтением их черепов. Он был широко известен как «профессор» Фредди Кумбс и настолько был похож на Джорджа Вашингтона, что после многочисленных комментариев уверовал в то, что он бывший президент Соединенных Штатов, и стал носить форму Континентальной армии.
Кумбс разместил свою штаб-квартиру в салуне Мартина и Хортона, где он изучал карты, планируя свои кампании в Войне за независимость США. На своем «посту президента» он составлял письма в Конгресс Соединенных Штатов и издавал прокламации, также как это делал «Император Нортон I».
Первоначально Кумбс, Нортон и две известные бездомные собаки Буммер и Лазарус вызывали одинаковый интерес со стороны газет Сан-Франциско, которые с удовольствием рассказывали об их приключениях. Художник Эдвард Джамп сделал их героями своих сатирических карикатур. В «Прогулке по Монтгомери-стрит» Кумбс появляется в центре картины в полной униформе с транспарантом, на котором написано «И все же они продолжают идти». В карикатуре «Похороны Лазаруса» он изображен в роли могильщика, а Нортон представлен руководителем церемонии.

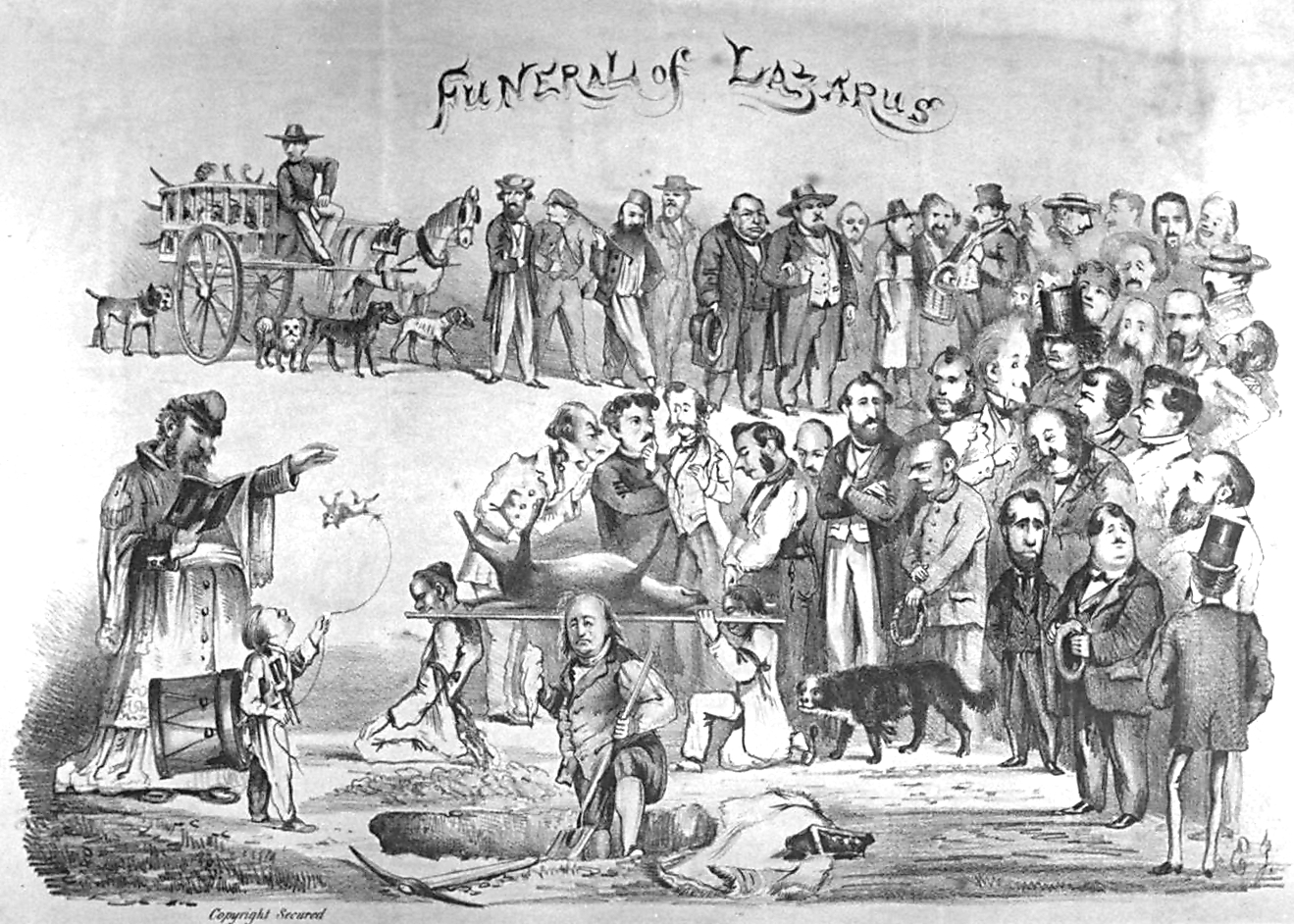
Кумбс изображен могильщиком в Похоронах Лазаруса

Несмотря на то, что Кумбс был невысокого роста, лысеющий и пухлый, это не мешало ему быть напыщенным и тщеславным, и считать себя дамским угодником. Это послужило причиной его ссоры с императором Нортоном. Нортон сорвал несколько плакатов, которые Кумбс повесил на Монтгомери-стрит, и Кумбс сообщил об этом в полицию. Поскольку это не было уголовным преступлением, полиция отказалась что-либо предпринять. Кумбс, пытаясь собрать средства для гражданского иска, продал свою историю газете Alta California. Когда репортер спросил его, почему Нортон так поступил, Кумбс ответил, что «тот завидовал моей репутации среди представительниц слабого пола». Это вызвало всеобщее веселье, и несколько дней спустя газета Alta California опубликовала историю, высмеивающую обоих мужчин. «Свет безумия можно увидеть в глазах Кумбса», — говорилось в статье. Нортон и Кумбс, оба убежденные в своем здравом уме, потребовали опровержения. Нортон также выпустил приказ, призывающий начальника полиции «…арестовать профессора Кумбса как самозванца, называющего себя Вашингтоном Вторым и поместить его в сумасшедший дом по крайней мере на 30 дней».

## Нью-Йорк
Кумбс немедленно покинул город, предположительно перебравшись в Нью-Йорк, поскольку в 1868 году он был обнаружен там Марком Твеном. Кумбс все ещё продолжал себя считать Вашингтоном. Твен сообщал, что Кумбс путешествовал по Нью-Йорку, Филадельфии, Балтимору и Вашингтону, продавая фотографии своего посещения могилы Бенджамина Франклина за 25 центов. Когда особняк Уильяма Пенна в Филадельфии был предложен для сноса, он попросил Конгресс передать его ему. После того, как его снесли, он перешел к требованию передачи ему монумента Вашингтона .
Кумбс умер в Нью-Йорке 9 апреля 1874 года.